# Чемпионат СССР по современному пятиборью 1990
XXXVIII Чемпионат СССР по современному пятиборью среди мужчин проводился с 25 по 27 июня 1990 года в Москве. Одновременно проходили международные соревнования, в которых вместе с советскими спортсменами принимали участие иностранные пятиборцы из 9 стран (Финляндия, Польша, Мексика, Италия, Южная Корея, Великобритания, Франция, Чехословакия). Награды разыгрывались в личном и командном первенстве.
Впервые чемпионом Советского Союза стал 21-летний динамовец из Подмосковья чемпион мира среди юниоров мастер спорта СССР международного класса Эдуард Зеновка. Лидер сборной Анатолий Старостин занимал после четырёх дисциплин второе место, уступая Зеновке 129 очков, но провалил конкур и в итоге стал пятым. В командном первенстве первое место завоевала сборная команда Советского Союза (Анатолий Старостин, Эдуард Зеновка и Вахтанг Ягорашвили), набрав 16709 очков, второе место — сборная РСФСР (16129 очков), третье место — Украинская ССР (16119 очков).

## Победитель и призёры чемпионата СССР. Личное первенство
| Дисциплина        | Золото                                         | Серебро                                                     | Бронза                                         |
| Личное первенство | Эдуард Зеновка · Московская область · Динамо · | Юрий Сергеев · Санкт-Петербург-Ленинград · Вооруженные Силы | Александр Макеев · Московская область · Динамо |

- Международные соревнования. Итоговая таблица.

| Место | Спортсмен     | Страна         | Фехтование | 300 м | Стрельба | 4 км | Конкур | Сумма |
| ----- | ------------- | -------------- | ---------- | ----- | -------- | ---- | ------ | ----- |
| 1.    | Э. Зеновка    | СССР           | 966        | 1244  | 1195     | 1342 | 1044   | 5 787 |
| 2.    | К. Рюер       | Франция        | 830        | 1296  | 1135     | 1336 | 1022   | 5 619 |
| 3.    | Ю. Сергеев    | СССР           | 915        | 1308  | 1120     | 1234 | 1022   | 5 599 |
| 4.    | А. Макеев     | СССР           | 881        | 1172  | 1195     | 1288 | 1018   | 5 554 |
| 5.    | А. Старостин  | СССР           | 966        | 1184  | 1165     | 1303 | 922    | 5 540 |
| 6.    | Р. Фелпс      | Великобритания | 864        | 1260  | 1045     | 1336 | 1010   | 5 515 |
| 7.    | И. Ершов      | СССР           | 1051       | 1136  | 1105     | 1183 | 1038   | 5 513 |
| 8.    | А. Новиков    | СССР           | 898        | 1132  | 1180     | 1207 | 1070   | 5 487 |
| 9.    | Г. Юферов     | СССР           | 898        | 1240  | 1165     | 1213 | 965    | 5 481 |
| 10.   | П. Ольшевский | ФРГ            | 966        | 1228  | 1090     | 1177 | 1010   | 5 471 |